# Parco ornitologico di Walsrode
Il parco ornitologico di Walsrode (in lingua tedesca: Weltvogelpark Walsrode, letteralmente: "parco degli uccelli del mondo di Walsrode") è un giardino zoologico situato al centro della landa di Luneburgo nella Germania settentrionale, nei pressi della cittadina di Walsrode nel comune di Bomlitz, nello Stato della Bassa Sassonia.
Il parco ornitologico di Walsrode è il più grande zoo ornitologico del mondo, sia in termini di specie di uccelli sia come superficie, anche se il parco ornitologico di Jurong (Singapore) reclama il maggior numero di esemplari
Si estende per 24 ettari e ospita circa 4.200 uccelli di oltre 675 specie di ogni continente e zona climatica. Il parco ha celebrato il suo cinquantesimo anniversario dalla fondazione nel 2012.

## Strutture
Il parco ornitologico comprende un gran numero di voliere interne ed esterne, nonché recinzioni esterne. I visitatori possono osservare gli uccelli in un ambiente modellato sul loro habitat naturale e privo di barriere artificiali, all'interno di voliere con dune di sabbia oppure onde artificiali, così come in numerosi edifici, come il Jungle Hall. Mentre le più recenti aree del parco ornitologico sono progettate per riprodurre l'ambiente naturale in cui vivono gli uccelli, le aree più vecchie sono costituite principalmente da un ampio parco e boschi, oltre che da ampie aiuole di rose e rododendri.
Una delle attrazioni principali dello zoo è costituita dalle dimostrazioni di volo su un palcoscenico a cielo aperto, dove sono mostrati falchi, aquile, pappagalli, pellicani ed anatre domestiche. Ci sono anche varie dimostrazioni di alimentazione e centri di allevamento di uccelli, particolarmente interessanti per i bambini.

## Attività di allevamento
Il parco ospita una notevole varietà di uccelli ed è stato il primo ad allevare con successo un certo numero di specie.
Il parco partecipa altresì al Programma per le Specie Europee a rischio e ha allevato, ad esempio, esemplari di gufo reale disponibili per la reintroduzione in natura. Inoltre è anche partecipe di un programma di allevamento per l'alzavola di Bernier e altri uccelli minacciati di estinzione

## Storia

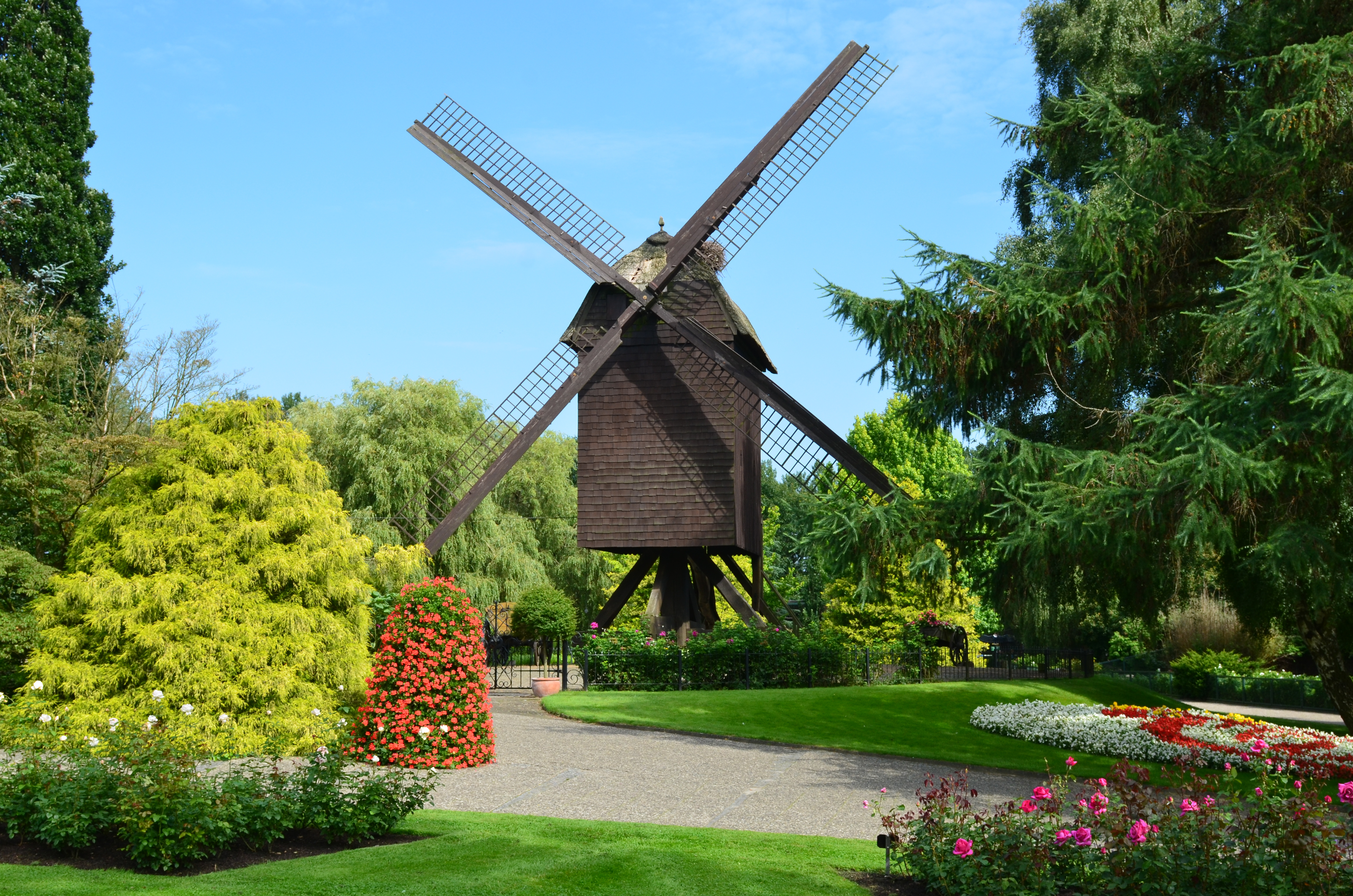
Mulino a vento all'interno del parco

Il parco fu fondato nel 1962 dall'imprenditore Fritz Geschke, per l'allevamento privato di fagiani e uccelli acquatici. Nel 1964 donò il parco a suo genero, Wolf W. Brehm, che lo ingrandì rapidamente durante gli anni 1970. Nel 1968 fu realizzata la voliera tropicale denominata Paradies-Halle di 2.100 m²; in seguito furono costruite altre strutture, come quelle per il volo libero e il recinto dei pinguini.
Nel 2000, in occasione dell'Expo di Hannover, fu aperta la Jungle Hall, caratterizzata da artefatti in stile indonesiano e uccelli asiatici. Successivamente furono aggiunti la collina dei gufi reali e il villaggio sugli alberi. Il padiglione delle gabbie di cattura tedesche fu chiuso nel 2006 e la collezione fu venduta all'asta da Sotheby's.
A causa di difficoltà economiche, la proprietà del parco fu trasferita nel 2000. Mentre negli anni precedenti, gli spettacoli erano stati in gran parte abbandonati, i nuovi proprietari hanno introdotto sempre più dimostrazioni di volo, il che ha aumentato il numero di visitatori e ha assicurato la sopravvivenza del parco. Tuttavia il numero di visitatori è sceso nel 2008 a 280.000 persone, ovvero 50.000 in meno di quelle necessarie ad assicurare un bilancio in attivo. L'incombente stato d'insolvenza venne scongiurato nel marzo 2009 con l'intervento dell'impresa belga Floralux

## Stazione ferroviaria
Nelle vicinanze del parco si trova la stazione di Vogelpark della ferrovia Bomlitz–Walsrode.

## Alcuni volatili presenti nel parco

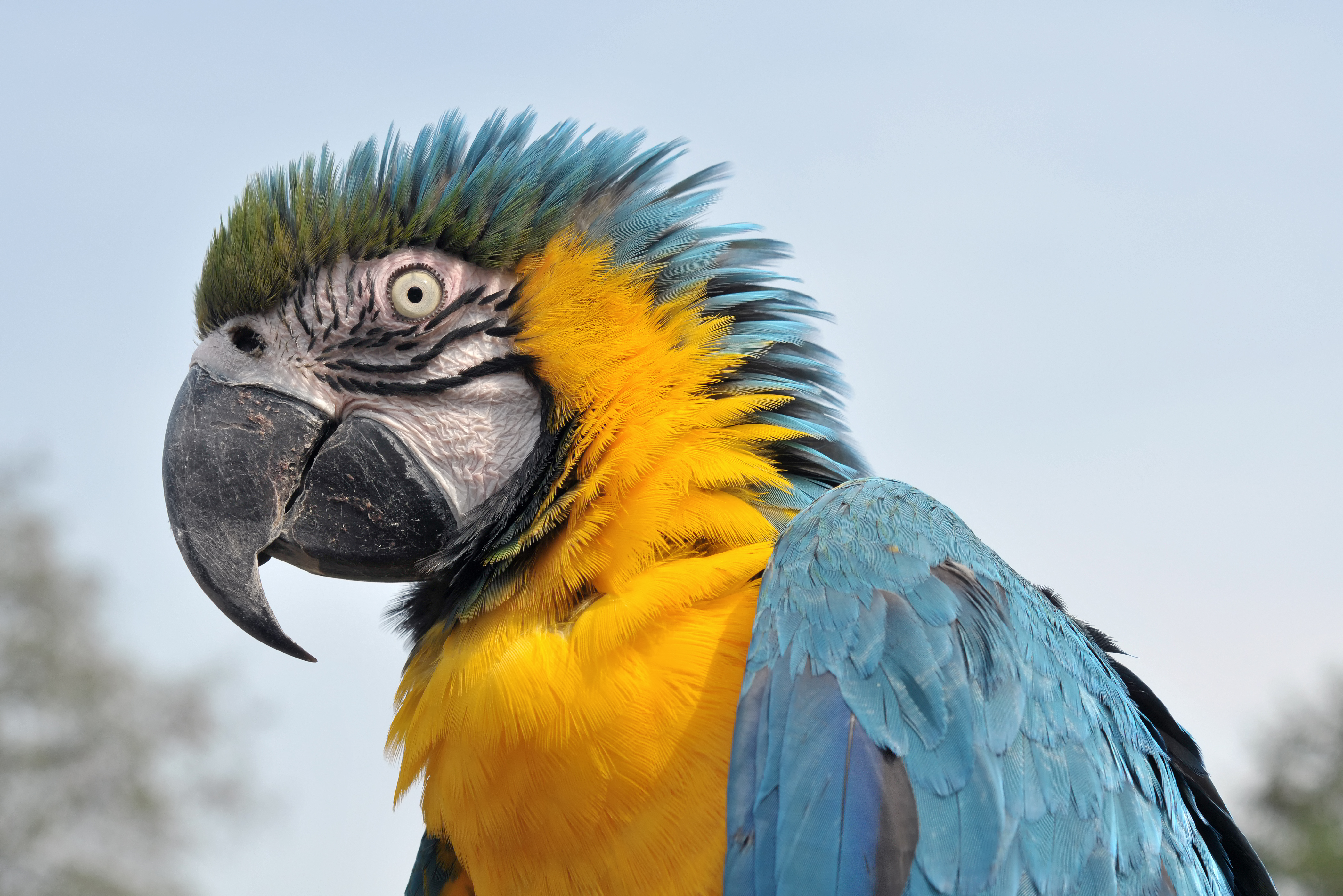
Ara gialloblu durante un'esibizione di volo
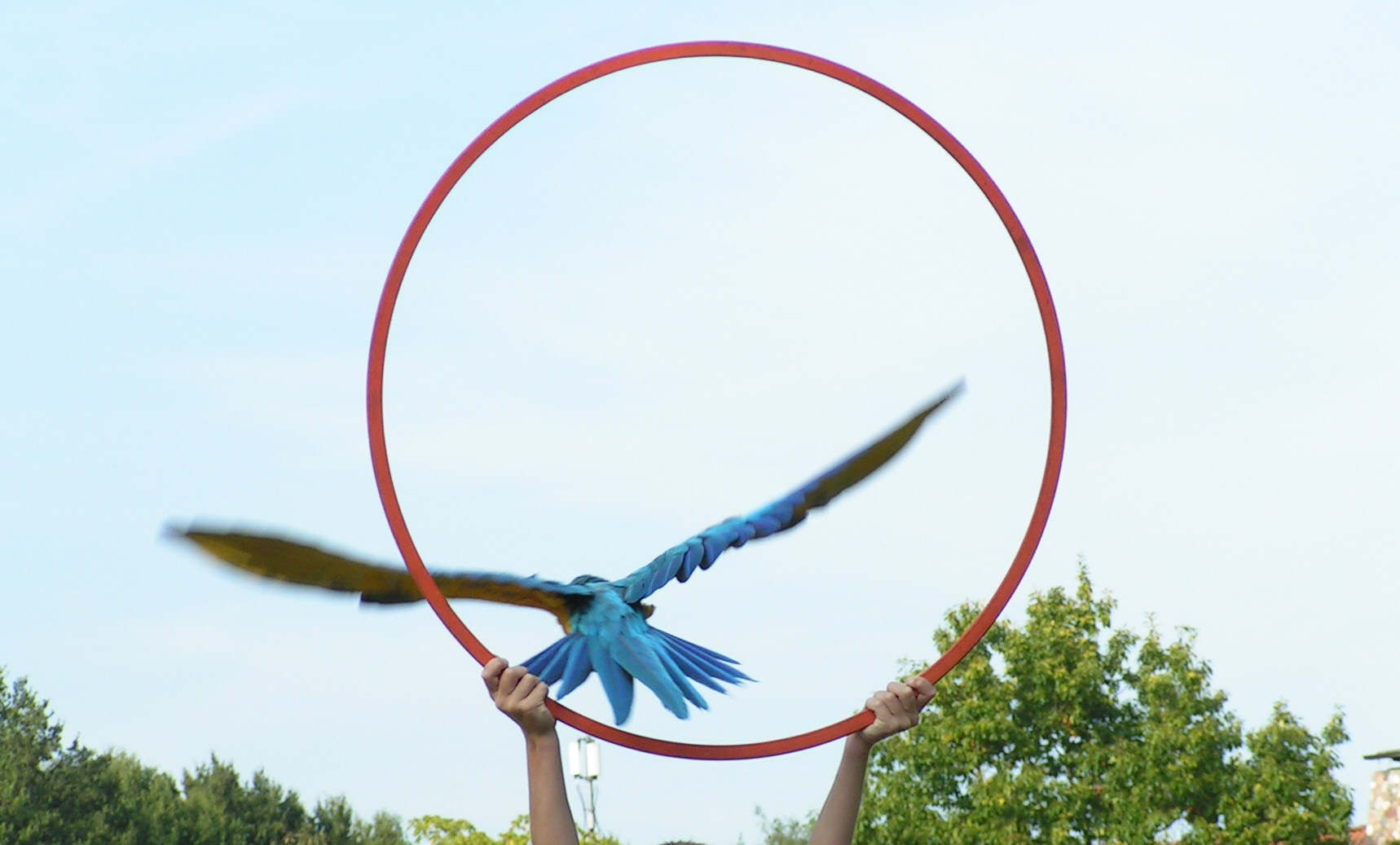
Ara giacinto durante uno spettacolo
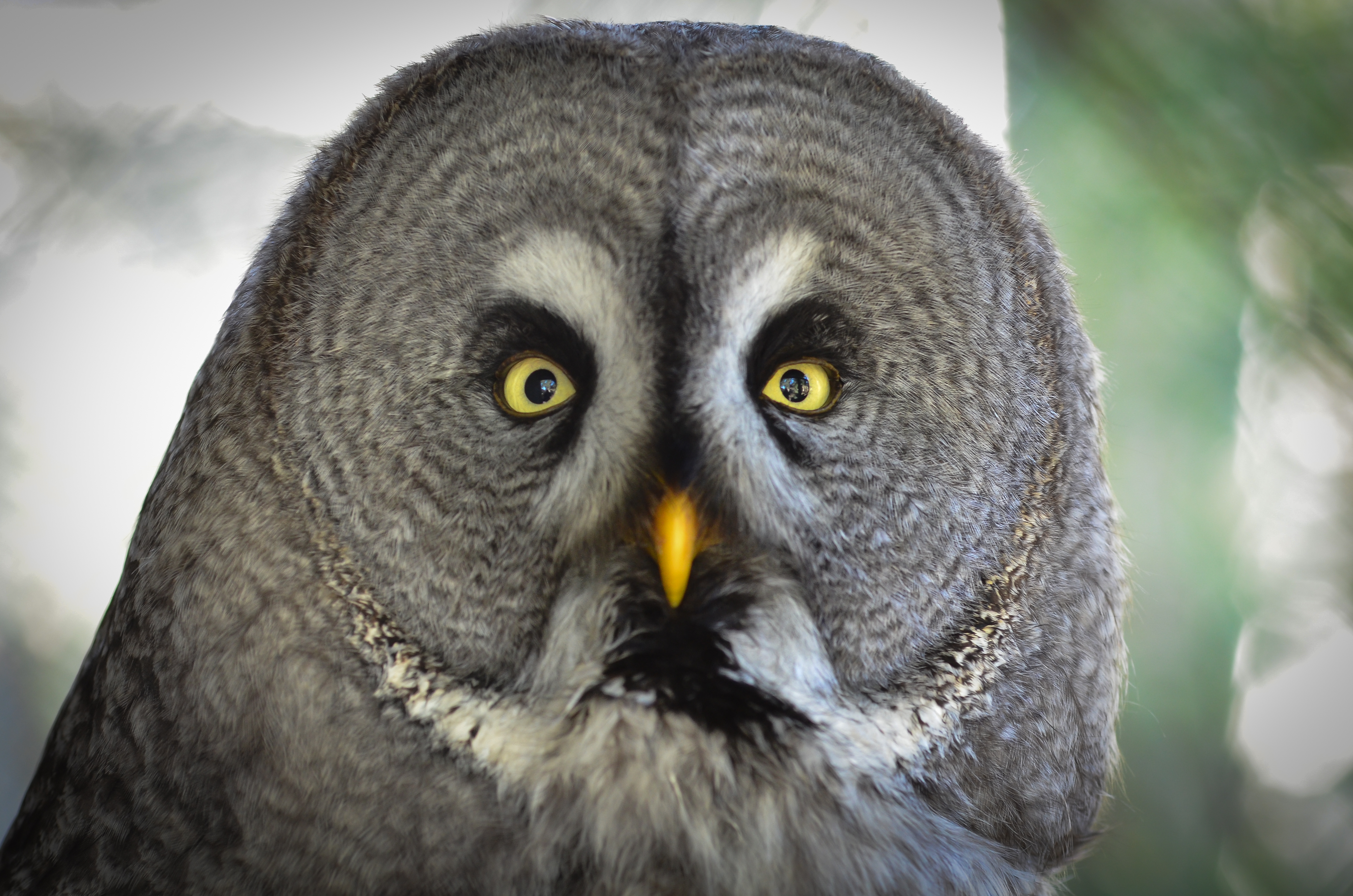
Allocco di Lapponia
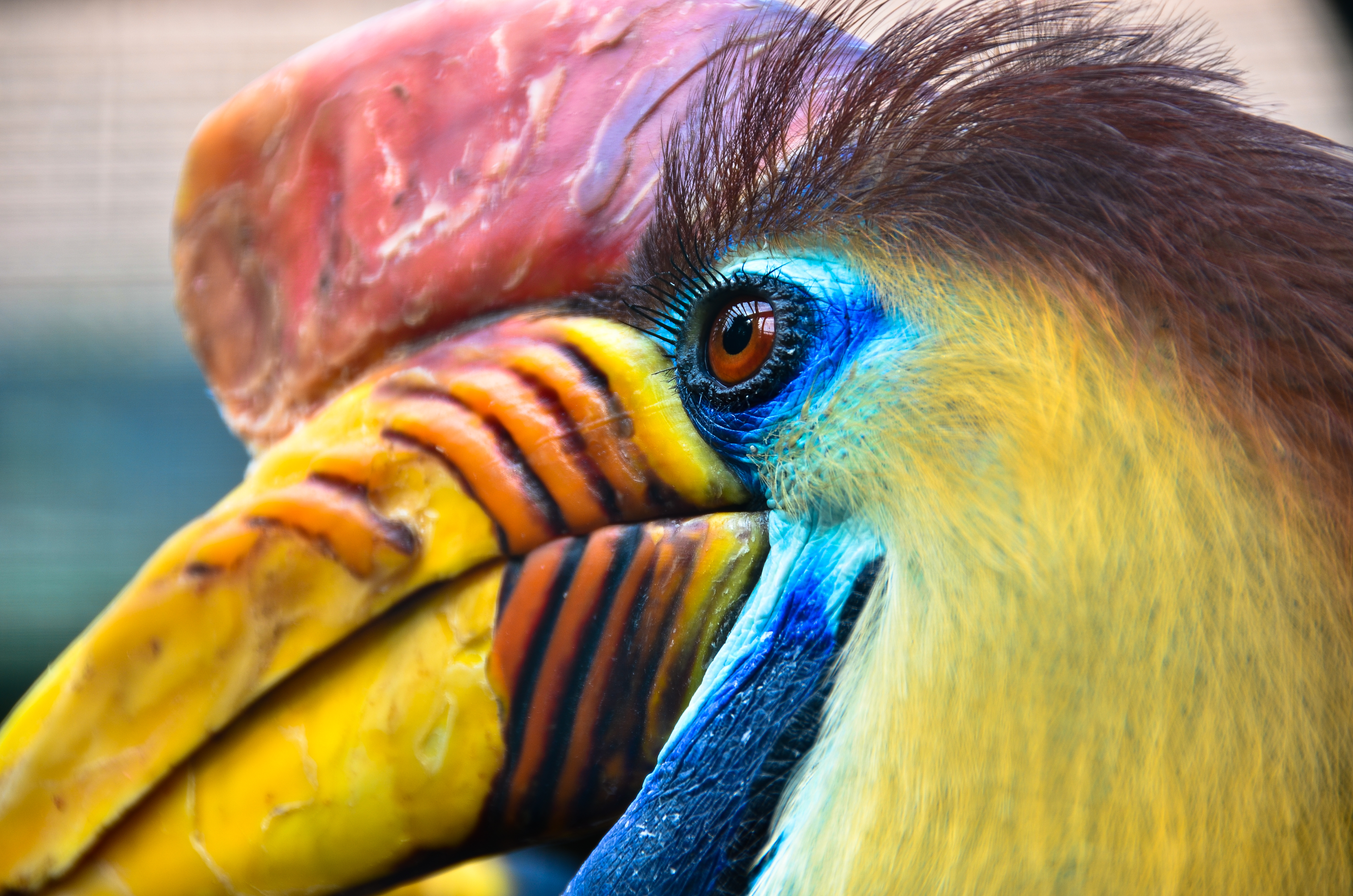
Bucero caruncolato (Aceros cassidix)
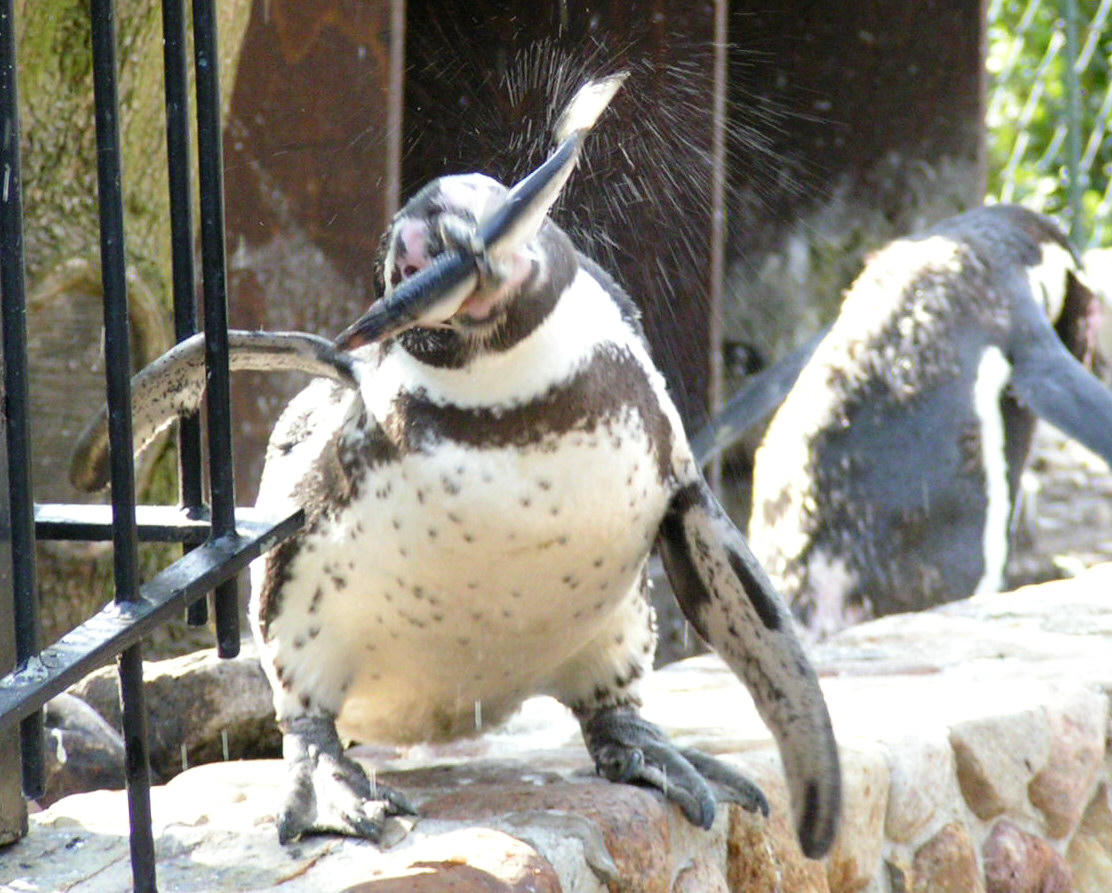
Alimentazione dei pinguini
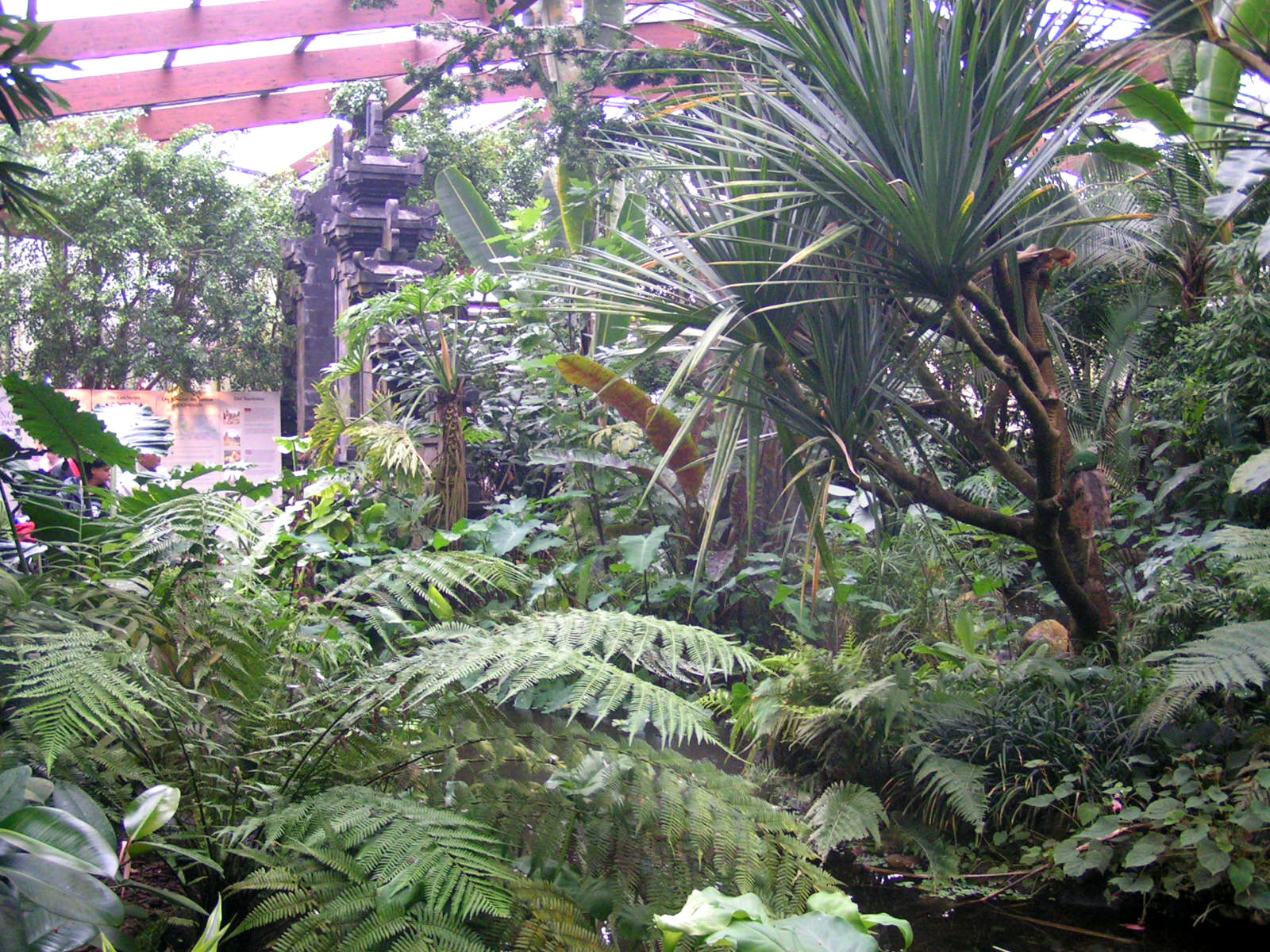
Nel padiglione Jungle Hall
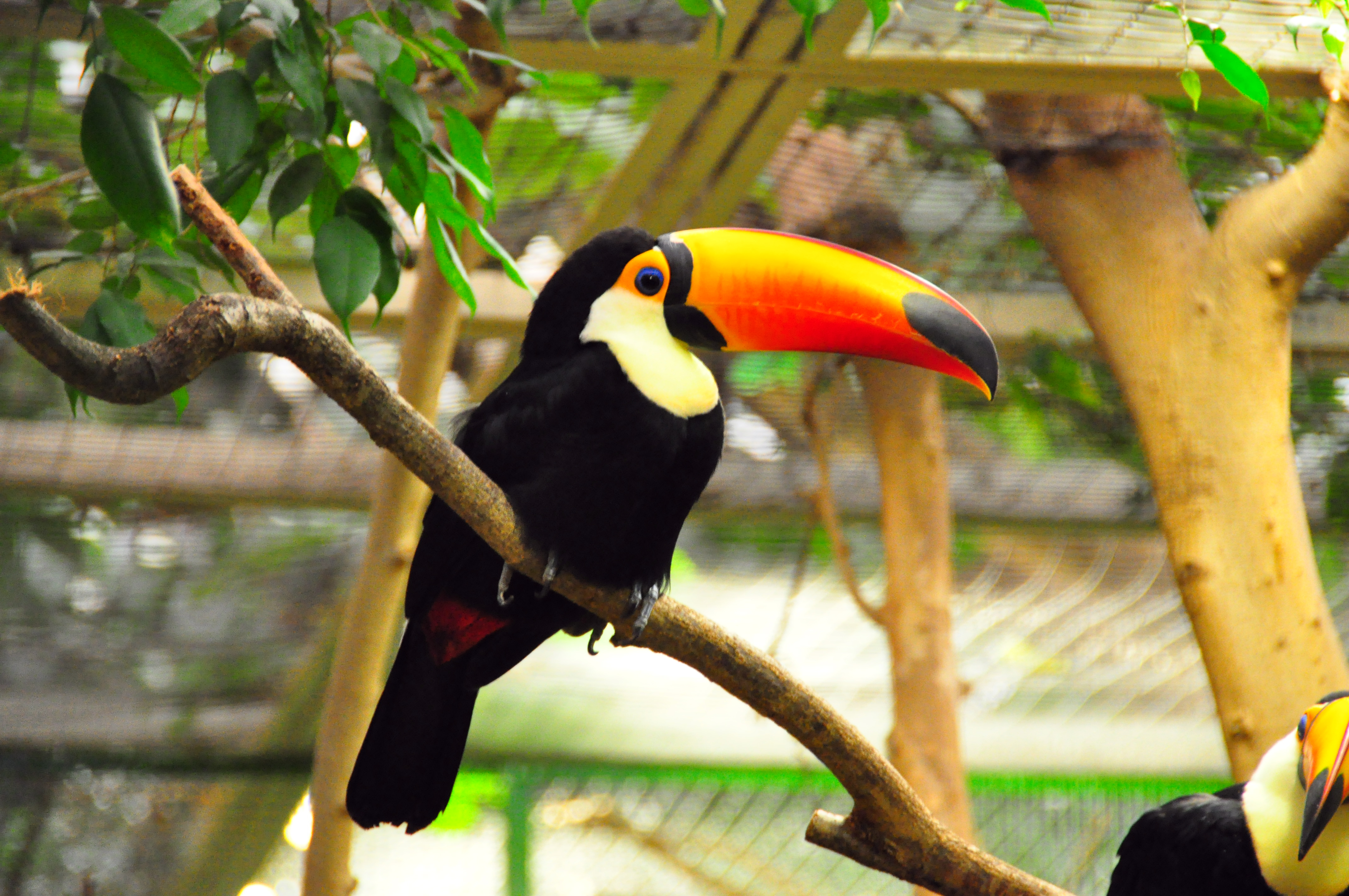
Tucano toco - mascotte del Weltvogelpark
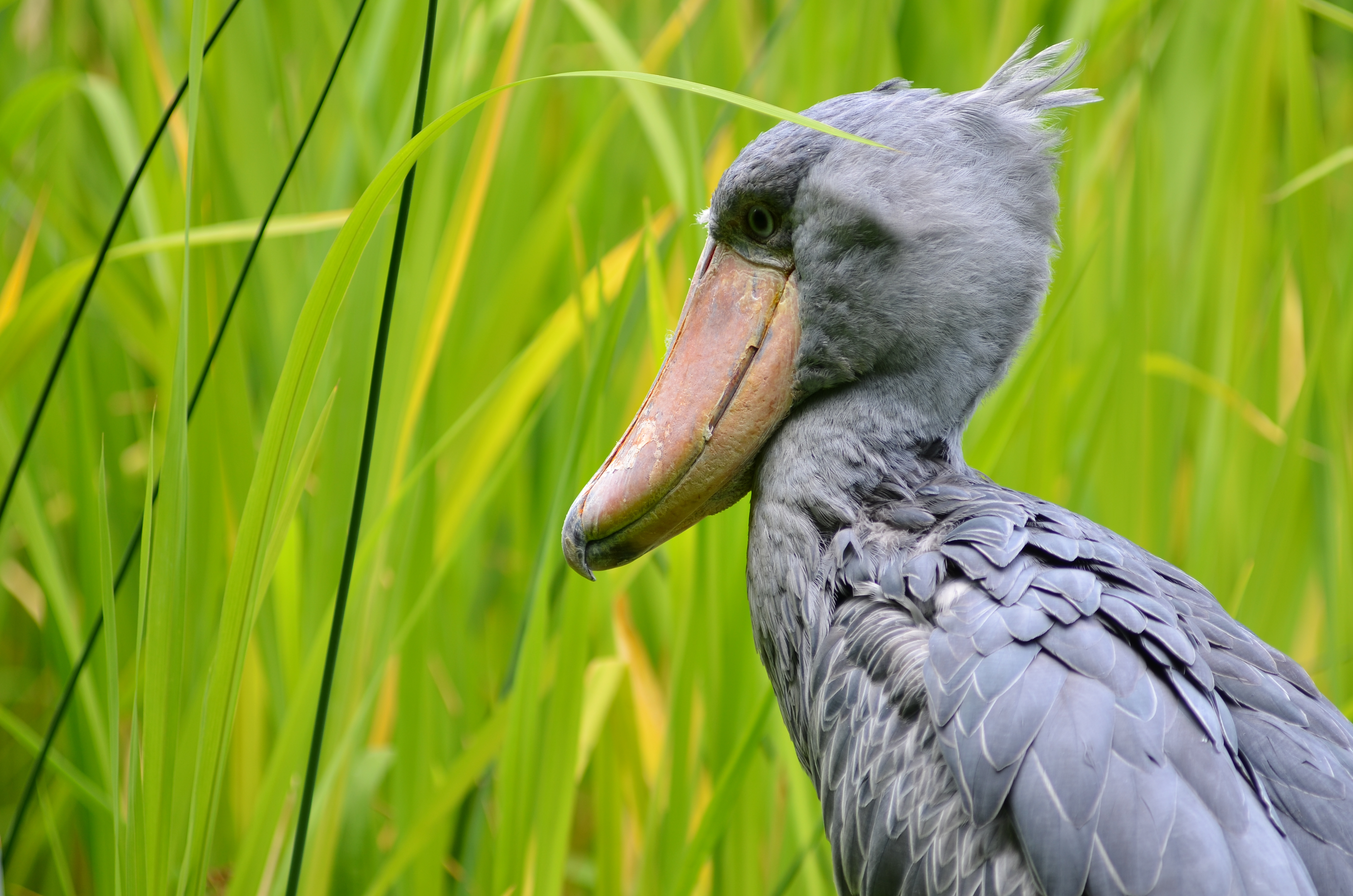
Becco a scarpa